# I Am the Club Rocker
«I Am the Club Rocker» — другий студійний альбом румунської співачки Інни. Випущений 19 вересня 2011 лейблами «Roton», «UMG» і «Ultra». Спочатку альбом був відомий під назвою «Powerless», але співачка особисто спростувала чутки про цю назву у своєму Твіттері.

## Відомі пісні
- 1 Un Momento (feat. Juan Magan)
- 2 Club Rocker (feat. Flo Rida)
- 3 House is going on
- 4 Endless
- 5 Sun is Up
- 6 W.O.W
- 7 Senorita
- 8 We're going in the club
- 9 July
- 10 No Limit
- 11 Put your hands up
- 12 Moon Girl
- 13 Club Rocker (Play&Win Remix)